# Sobótka (gromada w powiecie opatowskim)
Sobótka – dawna gromada, czyli najmniejsza jednostka podziału terytorialnego Polskiej Rzeczypospolitej Ludowej w latach 1954–1972.
Gromady, z gromadzkimi radami narodowymi (GRN) jako organami władzy najniższego stopnia na wsi, funkcjonowały od reformy reorganizującej administrację wiejską przeprowadzonej jesienią 1954 do momentu ich zniesienia z dniem 1 stycznia 1973, tym samym wypierając organizację gminną w latach 1954–1972.
Gromadę Sobótka z siedzibą GRN w Sobótce utworzono – jako jedną z 8759 gromad na obszarze Polski – w powiecie opatowskim w woj. kieleckim, na mocy uchwały nr 13f/54 WRN w Kielcach z dnia 29 września 1954. W skład jednostki weszły obszary dotychczasowych gromad Pisary i Sobótka oraz kolonia Wygoda Bankowa z dotychczasowej gromady Wygoda ze zniesionej gminy Czyżów Szlachecki w tymże powiecie. Dla gromady ustalono 14 członków gromadzkiej rady narodowej (w spisie, gromadę umieszczono błędnie pod nazwą Pisary od wchodzącej w skład gromady Sobótka wsi Pisary).
31 grudnia 1961 gromadę włączono do powiatu sandomierskiego w tymże województwie, gdzie równocześnie została zniesiona, a jej obszar włączony do gromady Jakubowice (także przeniesionej tego samego dnia z powiatu opatowskiego do sandomierskiego).